# Štefan Kapráľ
Štefan Kapráľ (* 6. listopadu 1959) je bývalý slovenský fotbalista.

## Fotbalová kariéra
V československé lize hrál za Tatran Prešov. V československé lize nastoupil ve 24 utkáních. Po skončení aktivní kariéry působí jako trenér v nižších soutěžích.

## Ligová bilance
| Ročník                                      | Zápasy | Góly | Klub           |
| ------------------------------------------- | ------ | ---- | -------------- |
| 1. slovenská národní fotbalová liga 1981/82 | 12     | 1    | Vagónka Poprad |
| 1. československá fotbalová liga 1982/83    | 20     | 0    | Tatran Prešov  |
| 1. československá fotbalová liga 1983/84    | 3      | 0    | Tatran Prešov  |
| 1. československá fotbalová liga 1984/85    | 1      | 0    | Tatran Prešov  |
| CELKEM                                      | 36     | 1    |                |